# Castillo Midmar
El Castillo Midmar es un castillo del siglo XVI ubicado en Aberdeenshire, Escocia. Situado a 12 kilómetros al oeste de Westhill y a 3,5 kilómetros al oeste de Echt.
Fue edificado para George Gordon de Midmar y Abergeldie entre los años 1565 y 1575, y fue construido por George Bell.

## Historia
La estructura actual fue construida en el sitio de una antigua torre, destruida por las fuerzas leales a María, reina de Escocia, durante su expedición punitiva contra el conde de Huntly en 1562. Esta expedición culminó en la batalla de Corrichie, en la que luchó George Gordon de Midmar. Posteriormente se le privó de sus tierras, aunque fueron restauradas en 1565, tras lo cual George Bell las emplea para construir un nuevo castillo. 
En 1594 el castillo fue atacado después de la Batalla de Glenlivet. 
Alexander de Grant compró Midmar en 1728 y lo renombró Grantsfield. A partir de 1730 el castillo fue remodelado por dentro y por fuera, y la mayoría de los adornos interiores datan de esta época. Las reparaciones se llevaron a cabo en 1840. Desde 1842 hasta 1977 el castillo estuvo deshabitado, aunque aún preserva las habitaciones del siglo XVIII. La restauración comenzó en 1977 y el castillo ha sido una residencia privada desde entonces. Se vendió en julio de 2011 a Tom Cross, exdirector ejecutivo de Dana Petroleum, por 2,8 millones de libras.